# Forbidden Fruit (American Horror Story)
"Forbidden Fruit" es el tercer episodio de la octava temporada de la serie de televisión de antología American Horror Story. Se emitió el 26 de septiembre de 2018, en FX. El episodio fue escrito por Manny Coto, y dirigido por Loni Peristere.

## Argumento
Langdon se refiere a la indiscreción de Timothy (Kyle Allen) y Emily (Ash Santos) y al asesinato de Evie (Joan Collins) como "infracciones menores" y ordena al Sr. Gallant (Evan Peters) que diga que su abuela murió mientras dormía. Le dice a Dinah (Adina Porter) que se sorprendió al encontrarla en el Puesto de Outpost 3 y que ella sostiene que no es "lo suficientemente poderosa" para detenerlo. Mallory (Billie Lourd) insiste a Langdon que no tiene lugares oscuros. Intenta huir de su entrevista y Langdon la agarra del brazo. Ella lo aleja con fuerza preternatural y él se abalanza sobre ella, exponiendo su forma demoníaca. Mallory toma represalias disparando llamas desde la chimenea detrás de él. 
Langdon pide la guía de su padre y se corta a sí mismo en sacrificio. Dice que pensaba que los había "destruido a todos", pero que "uno sobrevivió". La Sra. Mead (Kathy Bates) describe sus falsos recuerdos a la Sra. Venable (Sarah Paulson). Ella hizo truco o trato por primera vez sola vestida como Rosie la Robot de The Jetsons en 1962 y vio Rosemary's Baby en su primera cita en Halloween en 1968. Como agente, hizo su primer asesinato en la noche de Halloween de 1988. Mead contempla el recuerdo de un niño rubio y lamenta su artificialidad. Venable admite que no ha sido seleccionada para mudarse al Santuario. Mead sugiere un curso de acción: matar a todo el mundo y aventurarse al refugio por su cuenta.
En los páramos, Brock (Billy Eichner) tropieza con el par de caníbales mientras busca a Coco (Leslie Grossman). Los dos afirman no tener conocimiento de la ubicación del Outpost 3 cuando un tercero se acerca a Brock por detrás. Brock previene el ataque y dispara a la tribu. Entonces contempla un carruaje tirado por caballos que lo pasa de largo. La alarma del perímetro del Outpost 3 suena y Mead y The Fist (Erika Ervin) investigan. Se acercan al vagón y lo encuentran vacío, excepto por un baúl, sin tener en cuenta que Brock se aferra al tren de aterrizaje. El tronco se lleva al interior y se libera de la radiación. Dentro del tronco, Venable, Mead y The Fist descubren manzanas. Venable muerde a uno y sugiere que envenena a los otros. 
Afuera, The Fist se prepara para ejecutar a los caballos y es apuñalado por la espalda por Brock. Él roba su tarjeta de identificación y entra en el Outpost 3. Dentro, Mallory reflexiona sobre su naturaleza desconocida y Venable convoca una reunión. Venable anuncia a los invitados que celebrarán Halloween en forma de un baile de máscaras victoriano. Coco sospecha que la pelota es una treta para anunciar quién va al Santuario. Ridiculiza a Mallory mientras Gallant modela su peinado de mascarada. Los insultos se agravan después de que Mallory se hablara sobre su poder, pero es incapaz de demostrarlo. 
En el baile, una figura enmascarada se acerca a Coco y, presumiendo que el hombre es Langdon, Coco se congraciará y ofrecerá anilingus. De vuelta en su habitación, la figura se quita la máscara y se revela como Brock. Finge ser feliz por la llegada de su exnovio, pero Brock la apuñala en la frente.
Después de que todos han tenido la oportunidad de buscar manzanas, los morados y grises se dan un festín juntos y rápidamente comienzan a espasmar y vomitar trozos de manzana y sangre. Sin que los guardas lo sepan, Venable y Mead han inyectado a las manzanas con veneno de serpiente. Después de una inspección superficial de los cadáveres, la pareja busca a Langdon en su habitación. Venable le dice que ellos harán las selecciones. Langdon llama a Venable "perfecto" para el Santuario, pero Venable insta a Mead a que le dispare a pesar de todo. Una Mead perpleja y devastada no puede y ejecuta a Venable en su lugar. Langdon la consuela revelando que fue modelada a partir de alguien querido por él desde su infancia. Langdon le hace señas a "la única mujer que lo ha entendido realmente" para que esté a su lado. 
La canción en la radio cambia a "She's a Rainbow" de The Rolling Stones mientras tres figuras descienden sobre el Outpost 3. Cordelia Goode (Sarah Paulson), Madison Montgomery (Emma Roberts), y Myrtle Snow (Frances Conroy) entran al recinto y Cordelia resucita a sus "hermanas": Mallory, Dinah y Coco. Madison está a horcajadas sobre un desconcertado Mallory y comenta: "Sorpresa, perra. Apuesto a que pensaste que no me verías más".

## Recepción
"Forbidden Fruit" fue visto por 1,94 millones de personas durante su emisión original, y obtuvo una cuota de audiencia de 0,9 puntos entre los adultos de 18 a 49 años.
El episodio ha sido aclamado por la crítica, y la mayoría de los críticos elogian el suspenso. En el sitio web Rotten Tomatoes, "Forbidden Fruit" tiene un índice de aprobación del 100%, basado en 15 reseñas con un índice medio de 8,13/10. El consenso crítico dice: "La "Fruta Prohibida" empuja el "Apocalipsis" hacia adelante, entregando la sangre, el regocijo y, lo más importante, a las chicas".
Ron Hogan de Den of Geek dio al episodio un 4.5/5, diciendo, "Hasta ahora, aparte de una mención a la perfección genética, no ha habido mucha conexión con el mundo de las brujas (o con los fantasmas, en realidad, aparte de la presencia de Michael Langdon). Sin embargo, esa conexión se hizo más abierta esta semana, después de un sólido episodio que incluyó algunos trucos visuales muy impresionantes del director Loni Peristere. Desde la fría apertura hasta la sorpresa final, 'Forbidden Fruit' es una de las hazañas editoriales más impresionantes de toda la serie, por no hablar de esta temporada".
Kat Rosenfield de Entertainment Weekly le puso una B+ al episodio. Elogió especialmente las escenas de baile, diciendo que son "una mezcla seria de varios tropos de cuento de hadas: manzanas envenenadas, un baile de disfraces e incluso una figura de Cenicienta que anhela cosas más grandes en el fondo", y también apreció todos los diferentes giros del episodio. Por último, disfrutó de un momento con las brujas del "Coven". Ziwe Fumudoh de Vulture.com le dio al episodio un 5 de 5, con una crítica positiva. Al igual que Rosenfield, elogió especialmente la escena de la muerte de todos los habitantes del Outpost 3, comentando que "nunca he estado tan disgustada y entretenida en mi vida", y también le gustó la revelación sobre la relación de Mead y Langdon. Finalmente, disfrutó mucho con la llegada de las brujas, y con el suspenso del episodio.
Matt Fowler de IGN dio al episodio un 6.8 sobre 10, con una crítica mixta o positiva. Dijo: "Una vez que la música cambió de Bread a Rolling Stones, y las brujas de Coven se abalanzaron majestuosamente, las cosas se sintieron infundidas con más energía. Había una bienvenida ligereza sobrenatural en esos momentos finales que parecía cubrir toda la fealdad y la congestión anteriores con un brillo plateado. Eso no quiere decir que la temporada está a punto de mejorar exponencialmente, pero fue un cambio muy bienvenido de la perezosa Susan de la agravación de estas últimas semanas se han ofrecido".